# Akkreditierungsagentur für Studiengänge im Bereich Gesundheit und Soziales

Logo

Die Akkreditierungsagentur im Bereich Gesundheit und Soziales (AHPGS) ist eine interdisziplinäre Organisation, deren Hauptaufgabe es ist, Bachelor- und Master-Studiengänge im Bereich Gesundheit und Soziales sowie in angrenzenden und verwandten Handlungsfeldern (Programmakkreditierung) und die internen Steuerungs- und Qualitätssicherungssysteme (Systemakkreditierung) an Universitäten, Fachhochschulen, Pädagogischen Hochschulen sowie Kunst- und Musikhochschulen zu akkreditieren.
Die AHPGS steht im regelmäßigen Informationsaustausch mit anderen nationalen und internationalen Akkreditierungsagenturen sowie mit Vertretern von Hochschulen und der Berufspraxis. Ziel der AHPGS ist es, die Qualitätssicherung, Akademisierung und Professionalisierung der Gesundheits- und Sozialberufe zu unterstützen.
Die AHPGS ist ein 2001 gegründeter eingetragener gemeinnütziger Verein, der von den Fachbereichstagen beziehungsweise Dekankonferenzen der Heilpädagogik, Pflege, Gesundheit und Sozialen Arbeit, Vertreterinnen und Vertretern der wissenschaftlichen Fachgesellschaften sowie von einschlägigen Berufs-, Fach- und Trägerverbänden aus den relevanten Handlungsfeldern und von Privatpersonen getragen wird. Die Zusammenarbeit mit wissenschaftlichen Gesellschaften, Vertretern von Praxisorganisationen und Arbeitgebern wie Wohlfahrtsverbänden und kommunalen Vereinigungen sorgt für eine Ausgewogenheit der Interessen in der Agentur.
Der Verein wurde erstmals am 17. Dezember 2001 vom Akkreditierungsrat für die Dauer von drei Jahren akkreditiert. Seitdem wurde sie zweimal reakkreditiert, derzeit bis 2019.
Der Verein wurde am 17. Januar 2008 vom Eidgenössischen Departement für Wirtschaft, Bildung und Forschung der Schweiz anerkannt, Akkreditierungsgesuche von Fachhochschulen im Auftrag des Departements zu prüfen. Im Anerkennungsprozess hat der Verein nachgewiesen, dass die bundesrechtlichen Anforderungen und die europäischen Standards für Akkreditierungsagenturen erfüllt sind. Darüber hinaus ist der Verein durch den Zulassungsbescheid vom 9. März 2015 berechtigt, Audits an Universitäten und Fachhochschulen in Österreich gemäß § 22 Abs. 2 des österreichischen Qualitätssicherungsgesetzes durchzuführen.
Am 12. Juni 2009 wurde der Verein die Vollmitgliedschaft bei der European Association for Quality Assurance in Higher Education verliehen.
Am 30. September 2009 ist der Verein in das ‘European Quality Assurance Register’ (EQAR) aufgenommen worden. Seit dem 5. November 2009 ist die AHPGS Mitglied im „Internationale Network for Quality Assurance Agencies in Higher Education“ (INQAAHE) und  seit dem 6. Januar 2012 Mitglied im „Network of Central and Eastern European Quality Assurance Agencies in Higher Education“ (CEENQA).